# Internationaler Flughafen Pokhara

i8
i11
i13
Der internationale Flughafen von Pokhara (Nepali: पोखरा अन्तर्राष्ट्रिय विमानस्थल) (ICAO-Code: VNPR) ist ein Flughafen in Pokhara, Provinz Gandaki, Nepal. Er liegt 3 km östlich des alten Inlandsflughafens Pokhara, den er nach und nach ersetzen wird. Der Flughafen ist Nepals dritter internationaler Flughafen und wurde offiziell am 1. Januar 2023 in Betrieb genommen, wobei der STOL-Flugbetrieb nach Jomsom weiterhin vom alten Flughafen aus durchgeführt wird. Der Flughafen soll eine Million Passagiere pro Jahr abfertigen.

## Geschichte
Das Konzept für den Bau eines internationalen Flughafens in Pokhara wurde erstmals 1971 entwickelt. 1976 erwarb die nepalesische Regierung zu diesem Zweck Land. 1989 führte die Japan International Cooperation Agency eine Studie über den Bau des Flughafens durch. Das Projekt geriet jedoch ins Stocken und wurde 2009 wieder aufgenommen, als ein neues Abkommen über den Luftverkehr zwischen Indien und Nepal unterzeichnet wurde. 2013 unterzeichnete die nepalesische Zivilluftfahrtbehörde eine Vereinbarung mit China CAMC Engineering, einer Tochtergesellschaft des Staatsunternehmens Sinomach, über den Bau des Flughafens. Die Bauarbeiten begannen im April 2016 und sollten nach fünf Jahren im Jahr 2021 abgeschlossen sein. Die Kosten beliefen sich auf rund 305 Millionen US-Dollar, wovon die China Exim-Bank Nepal ein Vorzugsdarlehen in Höhe von rund 215 Millionen US-Dollar gewährte und einen Teil der Darlehenszinsen übernahm, um die gesamten Darlehenszinsen zu senken. Darüber hinaus stellte die Asiatische Entwicklungsbank Darlehen und Zuschüsse in Höhe von 37 Millionen US-Dollar bereit und der OPEC-Fonds für Internationale Entwicklung gewährte ein Darlehen in Höhe von 11 Millionen US-Dollar.
Im April 2016 legte der damalige Premierminister Khadga Prasad Oli den Grundstein für den Flughafen, der am 10. Juli 2021 in Betrieb genommen werden sollte. Für 2020 wurde vorgeschlagen, beide neuen internationalen Flughäfen Nepals, Pokhara und den Gautam Buddha Airport, am selben Tag zu eröffnen. Im Jahr 2020 wurde bekannt, dass der nahe gelegene Rithepani-Hügel am östlichen Ende der Start- und Landebahn abgeflacht werden müsste, um den Anflug auf den Flughafen zu erleichtern. Diese Entscheidung wurde aufgrund heftiger Proteste der Anwohner verschoben. Die Abflachung begann erst Ende 2022.
Aufgrund der COVID-19-Pandemie in Nepal wurde die Bauzeit im Jahr 2021 bis 2022 verlängert. Im Oktober 2021 bestätigten die Behörden, dass der Flughafen in zwei Schritten eröffnet werden würde: Inlandsflüge würden im Januar 2022 beginnen, während internationale Flüge im April 2022 starten würden. Jedoch übergab das chinesische Bauunternehmen erst am 26. März 2022 den fertigen Flughafen an die nepalesischen Auftraggeber.
Zunächst wurde angekündigt, dass die Kalibrierungsflüge im Oktober 2022 beginnen würden, später dann Ende November 2022.
Mitte 2022 verschob die nepalesische Zivilluftfahrtbehörde die Eröffnung aufgrund fehlender Fluginspektionen auf Dezember 2022. Am 8. August 2022 legte die nepalesische Zivilluftfahrtbehörde den offiziellen Eröffnungstermin auf den 1. Januar 2023 fest.
Der Flughafen wurde am 1. Januar 2023 von Premierminister Pushpa Kamal Dahal eingeweiht. Aus diesem Anlass erklärte die Stadt Pokhara den Tag zum Feiertag. Der erste Flug, der auf dem Flughafen ankam, war ein Flug der Buddha Air mit dem Premierminister und seiner Delegation an Bord.
Die Entwicklung des Flughafens wurde unmittelbar nach der Eröffnung fortgesetzt, wobei es anfangs noch an Zolleinrichtungen und einem Treibstoffdepot fehlte – anfangs wurde der Treibstoff vom alten Flughafen Pokhara auf Lastwagen transportiert.

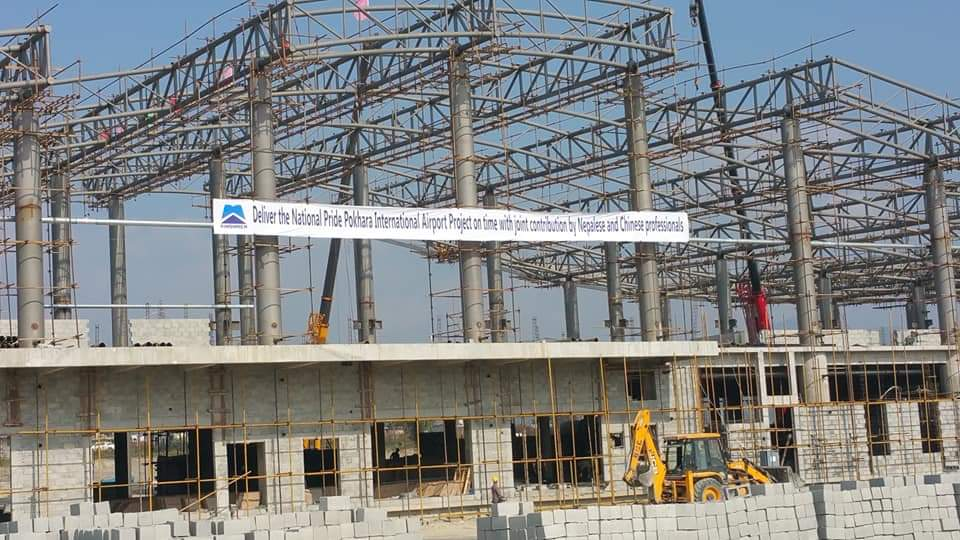
Das Terminal des Flughafens in der Bauphase

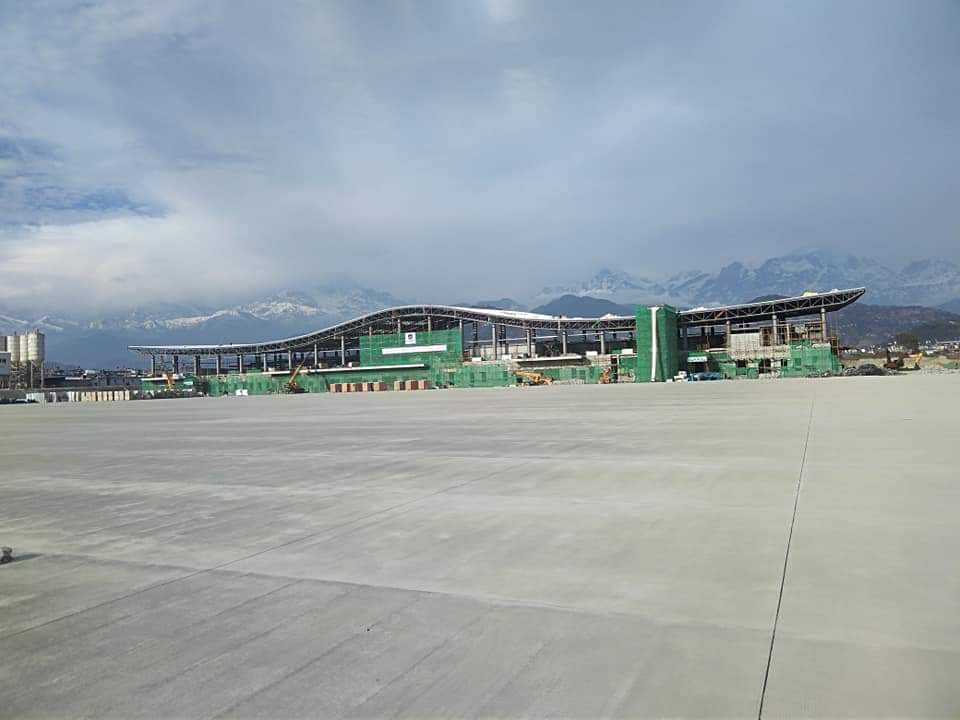
Die Baustelle des Flughafens

## Terminals
Der Flughafen verfügt über zwei öffentliche Terminals, eines für den internationalen Verkehr und eines für den Inlandsverkehr. Die neue Flughafeninfrastruktur umfasst ein 10.000 m² großes internationales Terminalgebäude mit einem Stahldach sowie ein 3.500 m² großes Zoll- und Frachtgebäude. Das internationale Terminal kann bis zu 610 abfliegende Passagiere pro Stunde abfertigen. Beide Terminals zusammen, eines für Inlandsflüge und eines für internationale Flüge, können jährlich eine Million Passagiere abfertigen. Das 4.000 m² große Inlandsterminal befindet sich an der Westseite des Flughafens.

## Ausstattung
Der Flughafen verfügt über einen 2500 m² großen Flugsicherungs-Tower, ein Betriebsgebäude und eine Flugnavigationsanlage. Am Flughafen Pokhara sind zwei Nichtpräzisionsanflüge verfügbar: VHF-Rundumsicht mit Entfernungsmessgerät (VOR/DME) und erforderliche Flächennavigation (RNAV/RNP). Der Flughafen ist außerdem mit einem CAT-I-ILS-System ausgestattet, das Sender wie den Localizer und den Gleitpfad zur Unterstützung der Flugzeugnavigation umfasst. Die Navigation wird auch durch ein Wide Area Multilateration (WAM) basierendes Überwachungssystem unterstützt, das erste seiner Art in Nepal.
Die Start- und Landebahn 12/30 ist 2500 Meter lang sowie 40 Meter breit, aus Beton gefertigt und verläuft in Ost-West-Richtung. Für eine Landung aus westlicher Richtung besteht zunächst weder eine Unterstützung durch das Instrumentenlandesystem noch die Veröffentlichung eines offiziellen Anflugverfahrens, sodass aus dieser Richtung nur nach Sichtflugregeln gelandet werden kann.
Am südlichen Ende des Flughafens sind hochintensive, 870 Meter lange Mittellinienlichter installiert, um den Anflug zu unterstützen. Der Flughafen ist mit fortschrittlichen Kommunikations-, Navigations- und Überwachungsgeräten ausgestattet.

## Fluggesellschaften und Ziele

### Internationale Flüge
Zum aktuellen Zeitpunkt (15. Januar 2023) finden noch keine internationalen Flüge statt.
Im Jahr 2018 kündigte Buddha Air erstmals an, dass sie ihre geplante internationale Flotte von Boeing- oder Airbus-Flugzeugen vom Flughafen Pokhara aus betreiben wolle. Mitte 2021 war Biman Bangladesh Airlines die erste internationale Fluggesellschaft, die den Flughafen nach seiner Eröffnung anfliegen wollte. Ende 2022 gab Buddha Air als erste nepalesische Fluggesellschaft bekannt, dass sie Varanasi als erstes Ziel vom Flughafen aus ansteuern wolle.

### Innernepalesischer Flugverkehr
Die Fluggesellschaften Buddha Air, Guna Airlines, Saurya Airlines, Shree Airlines, Sita Air und Yeti Airlines steuern vom internationalen Flughafen Pokhara aus Bhadrapur, Bharatpur, Biratnagar, Janakpur, Jitpursimara, Kathmandu, Nepalgunj und Siddharthanagar an.

## Zwischenfälle
Am 15. Januar 2023 stürzte eine ATR 72-500 der Yeti Airlines beim Landeanflug auf den internationalen Flughafen Pokhara ab. An Bord des Flugzeugs befanden sich 72 Personen, als das Flugzeug auf das Ufer des Seti-Flusses stürzte. Der Flughafen wurde geschlossen, während die Behörden eine Rettungsaktion einleiteten (siehe auch Yeti-Airlines-Flug 691).